# Чемпионат мира по турецким шашкам 2015 (матч)
Матч за звание чемпиона мира по турецким шашкам 2015 года проводился с 28 по 30 октября в Измире (Турция).
За право обладать мировой короной играли трёхкратный чемпион мира, десятикратный чемпион Турции GMIT Фаик Йылдыз и претендент, двукратный серебряный призёр чемпионата Турции GMIT Гёксел Кая. Победил в матче Фаик Йылдыз со счётом 11-7, став чемпионом мира в четвёртый раз. 

## Результаты
| Участник    | 1 | 2 | 3 | 4 | 5 | 6 | 7 | 8 | 9 | Итоговый счёт |
| ----------- | - | - | - | - | - | - | - | - | - | ------------- |
| Фаик Йылдыз | 1 | 2 | 1 | 1 | 2 | 0 | 2 | 2 | 0 | 11            |
| Гёксел Кая  | 1 | 0 | 1 | 1 | 0 | 2 | 0 | 0 | 2 | 7             |